# The Myth Makers
The Myth Makers (« Les faiseurs de mythes ») est le vingtième épisode de la première série de la série télévisée britannique de science-fiction Doctor Who, diffusé pour la première fois en quatre parties hebdomadaires du 16 octobre au 6 novembre 1965. Écrit par le scénariste Donald Cotton, cet épisode, qui voit la dernière apparition de Maureen O'Brien dans le rôle de Vicki, est considéré comme disparu par la BBC.

## Accroche
Le TARDIS ayant atterri en plein milieu du combat entre Achille et Hector, le Docteur est pris pour Zeus déguisé en mendiant. Il est amené à rencontrer les héros de la guerre de Troie : Ulysse, Agamemnon et Ménélas. 

## Distribution
- William Hartnell — Le Docteur
- Maureen O'Brien —  Vicki
- Peter Purves — Steven Taylor
- Adrienne Hill — Katarina
- Max Adrian — Le roi Priam
- Cavan Kendall — Achille
- Alan Haywood — Hector
- Barrie Ingham — Pâris
- Frances White — Cassandre
- James Lynn — Troilus
- Francis de Wolff — Agamemnon
- Jack Melford — Ménélas
- Tutte Lemkow — Cyclope
- Ivor Salter — Ulysse
- Jon Luxton — Le messager

## Résumé

### Temple of Secrets
Sur les champs de bataille de la guerre de Troie, Achille et Hector se battent en duel. Mais l'arrivée soudaine du TARDIS et l'apparition du Docteur déconcertent Hector, l'amenant à se faire tuer par Achille. Ce dernier prend le Docteur pour Zeus et lui offre l'hospitalité. Dans le campement grec, Agamemnon et Ulysse sont suspicieux par rapport à cette "apparition divine". Ils tiennent à ce que le Docteur les aide à gagner la guerre dans laquelle ils sont enlisés depuis dix ans. Les deux compagnons étant restés à bord du TARDIS, Steven décide de partir à la recherche du Docteur en laissant Vicki seule, mais "le Cyclope", un homme borgne à la solde d'Ulysse, le remarque et court l'annoncer à Ulysse. Celui-ci capture alors Steven, qui est considéré comme un espion troyen. Usant d'une ruse, le Docteur demande à le sacrifier dans son "temple" (le TARDIS), mais le lendemain matin, les grecs lui apprennent que celui-ci a disparu.

### Small Prophet, Quick Return
Lorsque le Docteur et Steven découvrent la disparition du TARDIS, Agamemnon ordonne à Ulysse de les tuer. Contraints de révéler leur véritable identité à Ulysse, celui-ci se montre sceptique avant de décider de leur laisser la vie sauve, à la condition qu’ils mettent au point un plan pour mener les Grecs à la victoire dans les deux jours à venir. Le TARDIS a été enlevé par Pâris qui y voit un présage des dieux, mais Cassandre est convaincue que le TARDIS, à bord duquel se trouve toujours Vicki, est un piège des Grecs. Elle demande alors qu’il soit brûlé, ce qui pousse Vicki à en sortir. La jeune fille est plutôt bien accueillie par le roi Priam et ses fils Troilus et Pâris. Voyant en elle une oracle, ils l'amènent chez eux et lui donnent le nom de Cressida.
Sommé de tuer Achille, Pâris rencontre Steven, qui a pris les armes du défunt Diomède et les deux hommes se combattent. Steven réussit à se faire faire prisonnier afin de pouvoir entrer dans Troie. Dans un mouvement de joie, Vicki le reconnait, ce qui ruine leur couverture.

### Death of a Spy
Vicki et Steven sont conduits en cellule, ce qui n'empêchera pas Troilus de se rendre en prison pour voir Vicki et flirter avec elle. Dans le camp grec, le Docteur tente de soumettre à Ulysse l'idée d'une machine volante, mais cela conduit Ulysse à vouloir le faire voyager dans une catapulte. Bien qu'il s'était refusé à cette idée au départ, le Docteur finit par suggérer la construction d'un cheval de bois géant qui serait rempli de soldats et laissé en cadeau aux Troyens. Ils mettent leur plan à exécution : Ulysse réussit à convaincre Ménélas et Agamemnon de lever les voiles, tandis qu'il se place à l'intérieur du cheval de bois avec le Docteur et des soldats. Au petit matin, ayant vu les grecs en fuite, Pâris prend le cheval géant pour un présage des dieux et l’amène en ville. Les grecs étant repartis, Vicki est relâchée par Priam, tandis qu'elle voit le cheval de bois qui entre dans la ville malgré les cris de Cassandre.

### Horse of Destruction
Relâchée, Vicki libère Steven et le cache avec la complicité de Katarina, une servante de Cassandre qui était chargé initialement de surveiller Vicki. Celle-ci va retrouver Troilus, pour le persuader de quitter la ville. À la nuit tombée, le Docteur, Ulysse et les soldats grecs sortent du cheval et le Docteur tente alors de retrouver ses amis au milieu du pillage de Troie. Priam et Pâris sont tués et Cassandre a le temps de maudire Ulysse une dernière fois avant d'être promise à Agamemnon. Au-dehors de la ville, Troilus recherche Diomède mais ne trouve qu'Achille, un combat s'engage alors contre les deux hommes et Achille est tué. 
Le Docteur retrouve Vicki et Katarina. Vicki quitte le TARDIS après avoir envoyé Katarina aller chercher Steven. Celui-ci a été blessé dans un affrontement contre un soldat troyen et pendant que Katarina le ramène dans le "temple", le Docteur et Ulysse se disputent une dernière fois. Le Docteur finira par faire disparaitre son vaisseau sous les yeux incrédules du roi d'Ithaque. Alors que Troilus voit Troie tomber sous les assauts des grecs, Vicki vient le rejoindre afin de le réconforter. Dans le TARDIS, le Docteur se retrouve avec Steven, délirant à la suite de ses blessures, et une Katarina persuadée d'être dans les limbes de la mort.

## Continuité
- Vicki reste dans le TARDIS au début de l'épisode à cause d'une cheville foulée qu'elle s'est faite à la fin de « Galaxy 4 ».
- Vicki révèle à Troilus qu'elle a 16 ans.